# Aerotriangulation
Als Aerotriangulation wird in der Photogrammetrie die Triangulation aus der Luft bezeichnet. Die Erfassung von mehreren markanten Punkten aus jeweils mehreren Richtungen durch breit überlappende Luftbilder erlaubt die Berechnung der relativen Lage sowohl dieser Knotenpunkte als auch der Kamerapositionen.
Die Methode ermöglicht die Überbrückung weiter Räume, in denen keine terrestrisch eingemessenen Festpunkte oder Passpunkte vorhanden sind, und erreicht dabei eine Genauigkeit von einigen Zentimetern pro Kilometer.
Die Aerotriangulation wurde in den 1950er-Jahren entwickelt und zunächst mit speziellen Projektoren, optisch-mechanischen Stereoautografen, ausgewertet, in Entwicklungsländern teilweise auch graphisch. Dann wurde das stereoautographische Verfahren auf graphische Datenverarbeitung umgestellt und zur Bündelblockausgleichung weiterentwickelt.